# Prázdniny pro psa

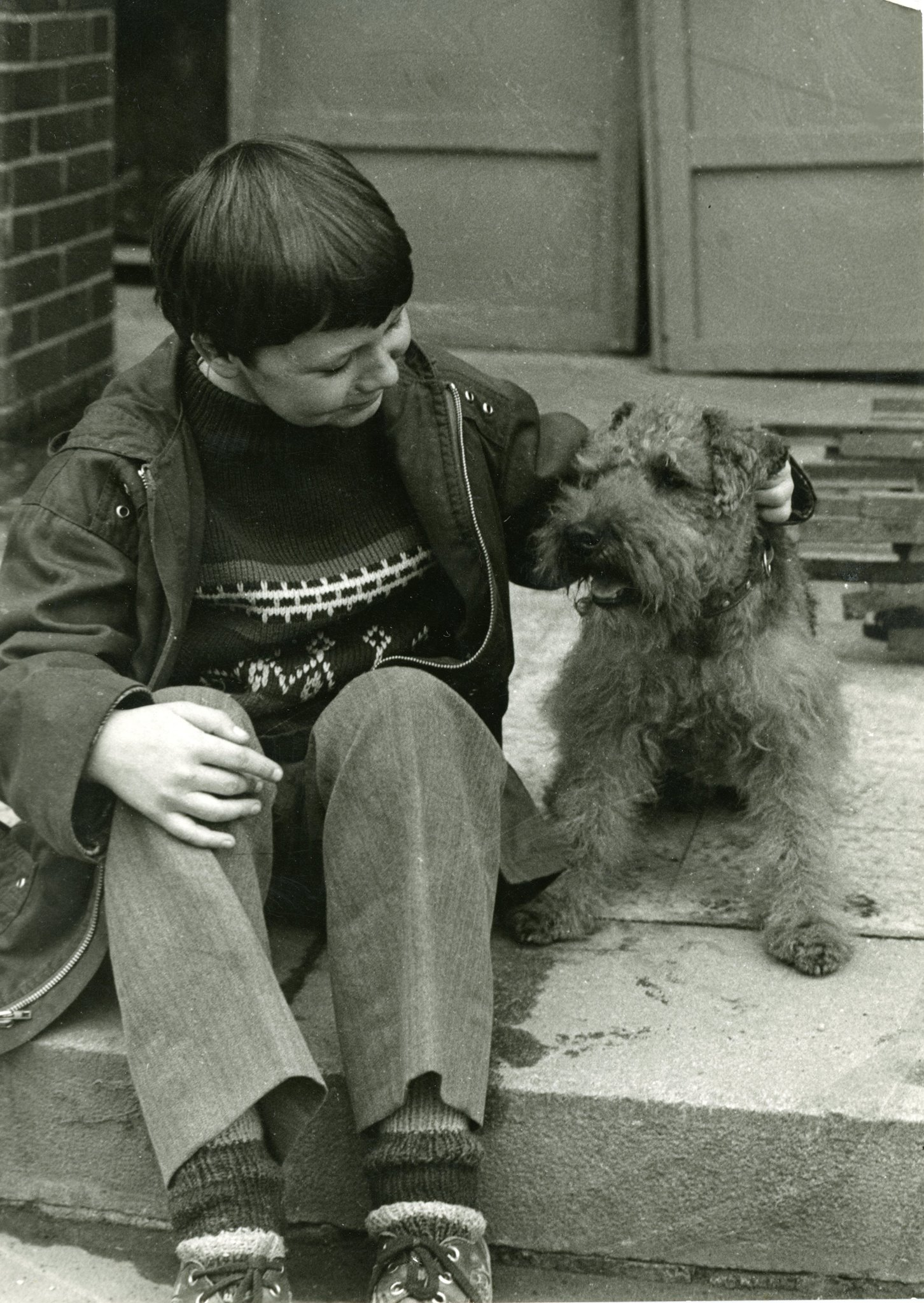
Tomáš Holý a jeho pes Alton čekají na svůj záběr

Prázdniny pro psa je česká filmová komedie, kterou natočila režisérka Jaroslava Vošmiková v roce 1980. Natáčelo se především v Praze a v obcích Bohuliby a Kozolupy.

## Příběh
Malý Petr (Tomáš Holý) tráví své letní prázdniny u babičky a dědy na vesnici. Společnost mu dělá welsh terrier Black, kterého mu svěřila na tři týdny do opatrování maminčina kamarádka. Petr má problémy nejen se psem, kterého se lstí zmocní zlý pan Plavec (Oldřich Navrátil), ale i s partou venkovských dětí, které mají zpočátku k pražskému chlapci nedůvěru. Postupně se však spřátelí a společnými silami se snaží Blacka vysvobodit. To se jim i za pomoci dobráckého siláka Drtikola (Vladimír Kratina) podaří a Plavec je za svou hamižnost náležitě potrestán.

## Zajímavosti
- Psa Blacka hraje skutečný pes Tomáše Holého, Alton.
- Autu, které řídil Vladimír Kratina, se od té doby lidově často říká „Drtikol“. Správné označení je Tatra 813.
- Tomáš Holý během natáčení filmu zachránil život své mladší kolegyni Monice Kvasničkové. V té době mu bylo 12 a jí 10 let.
- Mezi režisérkou filmu Jaroslavou Vošmikovou, Tomášem a jeho maminkou Marií vzniklo přátelství na celý život. Navštěvovali se i po skončení natáčení a dokonce i po Tomášově tragické nehodě.
- Antonín Máša napsal i volné pokračování příběhu, inspirované přímo Tomášovými povahovými rysy. Film se ale nerealizoval, protože na něj studio neuvolnilo finance. Pokračování se jmenovalo Bouda na strýčka a děj se také točil kolem psa.